# Tour Caravana
Es la primera gira que realizó el cantante argentino Wos. Comenzó el 11 de octubre de 2019 y terminó el 27 de febrero de 2020. Se realizó para presentar su disco debut titulado Caravana. Su gira comenzó con un doblete en Groove, para luego seguir por Lomas de Zamora, Bahía Blanca, Rosario y otros puntos más, incluidas participaciones en varios festivales. Resultó ser la gira más corta de Wos. Se realizaron un total de 17 shows. Siguió con un doblete en el estadio Luna Park, antes del regreso de Ciro y los Persas para los días 20 y 21 de diciembre de 2019, en el cierre de su gira por los 10 años de carrera artística. Luego comenzó el 2020 con varios shows en diversos festivales de nuestro país. Sin embargo, la gira debió interrumpirse de manera brusca a causa de la pandemia que paralizó todo tipo de actividades. Sin embargo, el cantante no dejó de producir música y lanzó su primer EP titulado Tres puntos suspensivos, reversionó un tema de Divididos y se metió a grabar su segundo álbum titulado Oscuro éxtasis.

## Lanzamiento del disco y gira

### 2019
El 4 de octubre sale su primer disco. Se titula Caravana. Consta de 7 temas. Es el disco más corto del cantante. Sus cortes de difusión son Melón vino y Luz delito. El segundo tema mencionado es un claro homenaje a Los Redondos, cuyo inicio hace alusión al tema Luzbelito y las sirenas, tema de inicio del álbum homónimo de la banda, lanzado en agosto de 1996. La presentación oficial de este disco se realiza con un doblete en Groove los días 11 y 12 de octubre, siendo estos los primeros shows oficiales en Buenos Aires a sala llena. El 14 de octubre participa del Festival Juventud Urbana 2019, que se desarrolló en el Microestadio Municipal de Lomas de Zamora. 4 días después tocó en el Teatro Rossini, y al día siguiente (19 de octubre) toca en Mar del Plata, en un concierto que tuvo lugar en GAP. El 25 de octubre debuta en Rosario, cuyo recital tuvo lugar en la Sala de las Artes. Días después, toca en el Teatro Sala Ópera de La Plata. El 9 de noviembre participa del regreso del Mastai desarrollado en el Parque Municipal Independencia. Tocó junto a artistas de la talla de Divididos, Manu Chao, El Plan de la Mariposa, Ciro y los Persas y más. En el concierto de los liderados por Andrés Ciro Martínez, quienes se encontraban festejando sus 10 años de carrera, el rapero sube al escenario de manera sorpresiva para hacer su improvisación en el tema Pistolas, llevándose una inmensa ovación del público que desbordó el lugar. Luego, se retira del escenario y el griterío es cada vez más ensordecedor. Una semana después participa del Harlem Festival, que tuvo lugar en la Estación Belgrano. A los dos días tocó en el Complejo Ferial de Córdoba, participando así del festival La Nueva Generación 2019. Un mes después, tras el éxito de la presentación oficial del primer disco en Buenos Aires, se cierra la primera parte de la gira con un doblete en el estadio Luna Park, los dos a lleno total. Ya lleva cuatro shows oficiales en Buenos Aires. Los shows en el estadio Luna Park se desarrollaron antes del regreso de Ciro y los Persas, cuyas fechas tuvieron lugar el 20 y 21 de diciembre de 2019, en el marco del cierre de los 10 años de trayectoria de la banda. Los últimos conciertos de esta primera parte de su gira de debut hacen que Wos dé un salto en sus primeros pasos en la música, consagrándose como el artista más joven (hasta entonces tenía 21 años) en tocar en el mítico escenario porteño. Así se cierra de esta forma la primera parte de la gira.

### 2020
Comienza un nuevo año de trayectoria con un concierto en el Complejo Deportivo Municipal de Rivadavia, en el marco del Rivadavia Canta al País 2020, con fecha del 5 de febrero. Dos días después participa de la Fiesta Nacional de la Manzana, desarrollada en el predio que lleva su nombre. Dos días después participa de la vigésima edición del Cosquín Rock. Participó junto a Caballeros de la Quema, Ciro y los Persas, Vanthra, YSY A y varios artistas más. En el concierto de Ciro y los Persas, vuelve a subir otra vez al escenario, como en aquel 9 de noviembre de 2019 en el Mastai. El 21 de febrero participa de la Fiesta Nacional del Lago, y se cierra la gira el 27 de febrero en la Fiesta Nacional del Sol, lo que fue el último concierto antes del cierre de todas las actividades a causa de la Pandemia de Coronavirus, en el marco de un confinamiento estricto largo, impuesto por el entonces presidente Alberto Fernández. Así se cierra la gira. Sin embargo, la carrera del músico no se vio afectada. El 8 de abril lanza, junto con Divididos y Javier Zuker, un reconocido DJ de amplia trayectoria, una nueva versión del tema Sábado, del segundo disco de la banda, titulado Acariciando lo áspero (1991). En el medio, lanza su primer y único EP hasta ese entonces, titulado Tres puntos suspensivos, haciendo una clara referencia al encierro impuesto por Alberto Fernández a causa de la Pandemia de Coronavirus. En ese mismo año, en el mencionado mes de febrero, colabora con la cantante trasandina Cami en la canción Funeral. Su EP antes mencionado cuenta con las canciones Ojeras negras, Alma dinamita, 40 y Algo del vacío, la última con la participación especial de su hermano Manuel Oliva. La fecha del lanzamiento de este EP tuvo lugar el 21 de mayo. Además se proclamó ganador de cuatro Premios Gardel en los rubros Mejor nuevo artista, Mejor álbum/canción urbana, Mejor diseño de portada y Canción del año, por el tema Canguro, uno de los cortes de difusión. En medio, recibió una nominación al Latin Grammy por Mejor nuevo artista y a los Premios Musa en la categoría Canción del año por el tema Funeral, grabado con Cami. En noviembre y diciembre de ese mismo año, se estrenan dos temas que en octubre de 2021 se incluyeron en su segundo disco, y llevan por nombre Convoy Jarana y Mugre. Además, intercala su carrera musical con su faceta como actor, ya que se encarga de participar, en ese mismo año, del elenco de la serie Casi feliz, que se estrenó en Netflix el 1 de mayo de 2020, en medio del encierro por la Pandemia de Coronavirus. Además formó parte de un documental de rock llamado Rompan todo: La historia del rock en América Latina. El documental se estrenó el 16 de diciembre de ese mismo año.

## Repertorio
Representa los shows del 11 y 12 de octubre de 2019
1. "Luz delito"
2. "Okupa"
3. "Terraza
4. "Abacanado"
5. "Protocolo"
6. "Animal"
7. "Pantano"
8. "Freestyle Jam"
9. "Instrumental Jam"
10. "Canguro"
11. "Klapucius"
12. "Fresco"
13. "Andrómeda"
14. "Melón vino"
15. "No va a bajar"
16. "Púrpura"

## Conciertos
| Fecha                   | Ciudad                 | País      | Recinto                                     |
| ----------------------- | ---------------------- | --------- | ------------------------------------------- |
| América del Sur         |                        |           |                                             |
| 11 de octubre de 2019   | Buenos Aires           | Argentina | Groove                                      |
| 12 de octubre de 2019   | Buenos Aires           | Argentina | Groove                                      |
| 14 de octubre de 2019   | Lomas de Zamora        | Argentina | Microestadio del Parque Municipal Eva Perón |
| 18 de octubre de 2019   | Bahía Blanca           | Argentina | Teatro Rossini                              |
| 19 de octubre de 2019   | Mar del Plata          | Argentina | GAP                                         |
| 25 de octubre de 2019   | Rosario                | Argentina | Sala de las Artes                           |
| 7 de noviembre de 2019  | La Plata               | Argentina | Teatro Sala Ópera                           |
| 9 de noviembre de 2019  | Mercedes               | Argentina | Parque Municipal Independencia              |
| 15 de noviembre de 2019 | Santa Fe               | Argentina | Estación Belgrano                           |
| 17 de noviembre de 2019 | Córdoba                | Argentina | Complejo Ferial                             |
| 18 de diciembre de 2019 | Buenos Aires           | Argentina | Estadio Luna Park                           |
| 19 de diciembre de 2019 | Buenos Aires           | Argentina | Estadio Luna Park                           |
| 5 de febrero de 2020    | Rivadavia              | Argentina | Complejo Deportivo Municipal                |
| 7 de febrero de 2019    | General Roca           | Argentina | Predio de la Fiesta Nacional de la Manzana  |
| 9 de febrero de 2020    | Santa María de Punilla | Argentina | Aeródromo Municipal                         |
| 21 de febrero de 2020   | El Calafate            | Argentina | Anfiteatro del Bosque                       |
| 27 de febrero de 2020   | San Juan               | Argentina | Costanera Complejo Ferial                   |

## Países visitados
- Argentina

## Músicos
- Wos - Voces
- Tomás Sainz - Batería
- Ivanna Rudd - Guitarra
- Evlay - Guitarra
- Natasha Iurcovich - Bajo
- Francisco Azorai - Teclados